# Habrantus
Habrantus (lat. Habranthus), nekada priznati rod trajnica iz potporodice Amaryllidoideae, i dio tribusa Hippeastrinae, donedavno uključivan u podtribus Zephyranthinae. Postojale su 82 vrste raširenih po Sjevernoj i Južnoj Americi. Sada je uključen u rod Zephyranthes. Rod je prvi identificirao pionir entuzijast za lukovice William Herbert 1824. godine.
Opisan 1824., a tipična je vrsta H. gracilifolius, autohtona u sjeveroistočnoj Argentini i Urugvaju.
Habranthus se prije smatrao odvojenim od Zephyranthesa; karakteristične značajke uključivale su cvjetove usmjerene prema ali pod kutom, a ne uspravno, i posjedovanje nejednakih prašnika. U jednom stadiju, Habranthus se smatrao podrodom blisko srodnog Hippeastruma. Kasnije je tretiran kao rod u plemenu Hippeastreae. Međutim, molekularne filogenetske studije od 2000. nadalje pokazale su da, iako je Hippeastreae bio monofilet, mnogi rodovi koji se nalaze u plemenu nisu bili; posebno su Habranthus, Zephyranthes i Sprekelia činili kompleks u kojem su se miješale tradicionalno smještene vrste. U skladu s tim, 2019. godine predloženo je njihovo uključenje u rod Zephyranthes, uključujući bivši rod Habranthus. Ovaj prijedlog prihvatila je Plants of the World Online, između ostalih taksonomskih baza podataka.

## Vrste
1. Habranthus albispiritus Ravenna
2. Habranthus amambaicus Ravenna
3. Habranthus andalgalensis Ravenna
4. Habranthus araguaiensis Ravenna
5. Habranthus arenicola (Brandegee) Flagg, G.Lom.Sm. & Meerow
6. Habranthus argentinus Traub
7. Habranthus auratus Ravenna
8. Habranthus bahiensis Ravenna
9. Habranthus barrosianus Hunz. & Di Fulvio
10. Habranthus botumirimensis R.S.Oliveira
11. Habranthus brachyandrus (Baker) Sealy
12. Habranthus caaguazuensis Ravenna
13. Habranthus caeruleus (Griseb.) Traub
14. Habranthus calderensis Ravenna
15. Habranthus cardenasianus Traub & I.S.Nelson
16. Habranthus carmineus Ravenna
17. Habranthus catamarcensis Ravenna
18. Habranthus chacoensis Ravenna
19. Habranthus chichimeca (T.M.Howard & S.Ogden) Flagg, G.Lom.Sm. & Meerow
20. Habranthus concinnus Ravenna
21. Habranthus conzattii (Greenm.) Flagg, G.Lom.Sm. & Meerow
22. Habranthus cordobensis Ravenna
23. Habranthus correntinus Roitman, J.A.Castillo & M.R.Barrios
24. Habranthus crassibulbus Ravenna
25. Habranthus datensis Ravenna
26. Habranthus duarteanus Ravenna
27. Habranthus erectus Ravenna
28. Habranthus estensis Ravenna
29. Habranthus gameleirensis Ravenna
30. Habranthus goianus Ravenna
31. Habranthus gracilifolius Herb.
32. Habranthus guachipensis Ravenna
33. Habranthus immaculatus Traub & Clint
34. Habranthus irwinianus Ravenna
35. Habranthus ischihualastus Ravenna
36. Habranthus itaobinus Ravenna
37. Habranthus jamesonii (Baker) Ravenna
38. Habranthus jujuyensis (E.Holmb.) Traub
39. Habranthus lacteus (S.Moore) Ravenna
40. Habranthus leonensis Ravenna
41. Habranthus leptandrus Ravenna
42. Habranthus longifolius (Hemsl.) Flagg, G.Lom.Sm. & Meerow
43. Habranthus longipes (Baker) Sealy
44. Habranthus lucidus R.S.Oliveira
45. Habranthus maasii Ravenna
46. Habranthus magnoi Ravenna
47. Habranthus martinezii Ravenna
48. Habranthus matacus Ravenna
49. Habranthus medinae L.O.Alvarado & García-Mend.
50. Habranthus mendocensis (Baker) Sealy
51. Habranthus mexicanus T.M.Howard
52. Habranthus microcarpus (Rusby) Ravenna
53. Habranthus millarensis Ravenna
54. Habranthus minor Ravenna
55. Habranthus neumannii Roitman, J.A.Castillo & Maza
56. Habranthus niveus Ravenna
57. Habranthus oaxacanus T.M.Howard
58. Habranthus oltanus Ravenna
59. Habranthus oranensis Ravenna
60. Habranthus pantanalensis Ravenna
61. Habranthus pedunculosus Herb.
62. Habranthus philadelphicus Ravenna
63. Habranthus pictus Ravenna
64. Habranthus quilmesianus Ravenna
65. Habranthus riojanus Ravenna
66. Habranthus robustus Herb.
67. Habranthus ruber Ravenna
68. Habranthus ruizlealii Ravenna
69. Habranthus saipinensis Ravenna
70. Habranthus salinarum Ravenna
71. Habranthus saltensis Ravenna
72. Habranthus sanavirone Roitman, J.A.Castillo, G.M.Tourn & Uria
73. Habranthus schulzianus Ravenna
74. Habranthus spectabilis Ravenna
75. Habranthus steyermarkii Ravenna
76. Habranthus sylvaticus (Mart. ex Schult. & Schult.f.) Herb.
77. Habranthus tepicensis Greenm. ex Flagg & G.Lom.Sm.
78. Habranthus teretifolius (C.H.Wright) Traub & Moldenke
79. Habranthus tubispathus (L'Hér.) Traub
80. Habranthus unifolius (Arechav.) Traub
81. Habranthus venturianus Ravenna
82. Habranthus vittatus T.M.Howard